# Olaf Lodal
Olaf Lodal (6. juli 1885, Tune, Greve, Danmark – 31. august 1969, Cook, Chicago, Illinois, USA) var en danskamerikansk atlet og elektrisk ingeniør. 
Lodal emigrerede til USA kort inden han blev 18-år 1903 og begyndte at løbe. Han løb for Danish American Athletic Club i Chicago. Hans resultater i USA gjorde at han blev udtaget til maratonløbet ved OL 1912 i Stockholm for Danmark, hvor han blev nummer 30 med tiden 3,21,57. Han var da medlem af Københavns FF (senere Københavns IF). Da han i hele sin løbe karriere boede i USA deltog han kun i de danske mesterskaber 1912, hvor han blev nummer to.
Lodal blev gift med norskfødte Astid E. Lodal (1891 - 1988). Han blev amerikansk statsborger 16. august 1911. Parret fik fire børn..

## Olaf Lodals maraton resultater
- 3:55:05    15. plads  21. september 1907  Chicago USA  (25 miles)
- 3:55:15    22. plads  19 september  1908  Chicago USA (25 miles)
- 3:14:28    10. plads   2. oktober   1909  Chicago USA  (25 miles)
- 3:15:07     6. plads   1. maj       1909  Saint Louis USA (25 miles)
- 3:49:27     5. plads   13. maj      1911  Saint Louis USA (25 miles)
- 3:00:01     1. plads   24. marts    1912  Ringsted
- 2:58:29     2. plads   12. maj      1912  København
- 3:21:57.6  30. plads   14. juli     1912  Stockholm SWE
- 3:49:00     9. plads   19. april    1913  Saint Louis USA (ca 26 miles, 41.8 km)
- 3:35:18     5. plads   18. april    1914  Saint Louis USA
- 3:18:24     2. plads   18. april    1915  Saint Louis USA
- 3:31:41     3. plads    6. maj      1916  Saint Louis USA